# Hand in glove
Hand in glove is de debuutsingle van de Britse alternatieve rockgroep The Smiths. De single werd uitgebracht op 13 mei 1983 en verscheen het volgende jaar op het studioalbum The Smiths. De oorspronkelijke single wist de top 40 niet te bereiken; een opgefleurde versie uit 1984 met Sandie Shaw als leadzangeres daarentegen wel.

## Versie van The Smiths

### Achtergrond
Gitarist Johnny Marr componeerde de gitaarpartij op bezoek bij zijn ouders, waar hij geen beschikking had tot een opnameapparaat. Zijn vriendin gaf hem een lift naar het appartement van Morrissey, die een cassetterecorder in zijn bezit had. Onderweg werkte Marr zijn partij verder uit. Op suggestie van zijn vriendin liet hij zich inspireren door Iggy Pop, specifiek het nummer Raw power van Iggy's band The Stooges. Bij Morrissey liet Marr het eindresultaat vastleggen. Morrissey schreef nog dezelfde avond de tekst, waarin hij zijn devotie aan Marr uitdrukt.
De groep besloot al snel dat Hand in glove hun debuutsingle moest worden. De single werd eind februari opgenomen en werd in mei uitgebracht door hun nieuwe label Rough Trade, maar werd tot hun teleurstelling geen hit.
Hand in glove was het laatste nummer dat The Smiths live speelden. Op 12 december 1986 werd hun optreden in het Brixton Academy van Londen afgesloten met Hand in glove als toegift.

### Nummers
Alle muziek en teksten zijn geschreven door Morrissey en Johnny Marr. 
| Nr. | Titel                 | Duur |
| --- | --------------------- | ---- |
| 1.  | Hand in glove         | 3:16 |
| 2.  | Handsome devil (live) | 2:53 |

### Bezetting
- Morrissey - zang
- Johnny Marr - gitaar
- Andy Rourke - basgitaar
- Mike Joyce - drumstel

## Versie van Sandie Shaw

### Achtergrond
Morrissey was een groot fan van Sandie Shaw en nam in augustus 1983 via zijn platenbaas contact met haar op, hopend om samen een single op te nemen. Shaw accepteerde, op voorwaarde dat het eindresultaat niet zou worden uitbracht, mocht ze er ontevreden mee zijn. De opgefleurde Shaw-versie van Hand in glove bereikte de 27e plaats op de UK Singles Chart en was haar eerste hit in 15 jaar. Samen met The Smiths bracht ze het nummer ten gehore op Top of the Pops en had ze voor twee concerten een gastrol.

### Nummers
Alle muziek en teksten zijn geschreven door Morrissey en Johnny Marr. 
| Nr. | Titel                    | Duur |
| --- | ------------------------ | ---- |
| 1.  | Hand in glove            | 2:59 |
| 2.  | I don't owe you anything | 4:04 |

| Nr. | Titel                    | Duur |
| --- | ------------------------ | ---- |
| 1.  | Hand in glove            | 2:59 |
| 2.  | I don't owe you anything | 4:04 |
| 3.  | Jeane                    | 2:50 |

### Bezetting
- Sandie Shaw - zang
- Johnny Marr - gitaar
- Andy Rourke - basgitaar
- Mike Joyce - drumstel